# Schmelzkarbonatbrennstoffzelle
Die Schmelzkarbonatbrennstoffzelle (engl. Molten Carbonate Fuel Cell, MCFC) ist eine Hochtemperatur-Brennstoffzelle, die bei einer Betriebstemperatur zwischen 580 °C und 675 °C arbeitet. Als Elektrolyt verwendet dieser Zellentyp eine Alkalicarbonat-Mischschmelze aus Lithium- und Kaliumcarbonat.

## Prinzip

Aufbau einer MCFC

Als Brenngas wird auf der Seite der Anode ein Gemisch aus Wasserstoff und Kohlenmonoxid benutzt, das per interner Reformierung aus einem methanhaltigen Energieträger wie fossilem Erdgas oder Biogas hergestellt wird. Bei der anschließenden Wassergas-Shift-Reaktion entsteht (neben weiterem Wasserstoff) Kohlenstoffdioxid, welches hauptsächlich als Abgas entweicht. Der dort zugesetzte Sauerstoff reagiert unter Reduktion mit dem CO2 aus der Anodenhalbzelle zu Carbonationen, welche durch den Elektrolyten wandern und sich an der Anode mit dem zu oxidierenden Wasserstoff zu Wasser und Kohlenstoffdioxid verbinden. Letzteres wird zur Kathode geführt, so dass sich  ein elektrochemischer CO2-CO32−-Kreislauf mit stetiger Wasserstoff- und Sauerstoffzufuhr bildet, bei dem Wasser als Produkt entsteht. Im Gesamtprozess wird damit Methan aus Erd- oder Biogas mittels Luftsauerstoff zu Kohlendioxid und Wasser oxidiert.
Die Materialien zum Bau dieses Zellentyps sind vergleichsweise günstig, da sie in einem Temperaturbereich arbeitet, bei dem eine akzeptable Reaktionsgeschwindigkeit ohne teure Edelmetallkatalysatoren erreicht wird und preiswertere Nickelelektroden verwendet werden können. Andererseits ist die Betriebstemperatur noch nicht so hoch, dass aufwendige Hochtemperaturwerkstoffe benötigt werden. Schwierig ist der Typ vor allem wegen des Verschleißes durch das ständige Aufwärmen auf hohe Temperaturen und Abkühlen des Systems. Auch die Giftigkeit und Entzündlichkeit des wasserstoffreichen und CO-haltigen Reformats aus der internen Reformierung stellt hohe, aber beherrschbare Anforderungen an die Sicherheit. Die MCFC soll sich in Zukunft in lokalen und auch größeren Kraftwerken einsetzen lassen.

## Reaktionsgleichungen
|                | Gleichung |
| -------------- | --- |
| Reformierung   | {\displaystyle \mathrm {CH_{4}+H_{2}O\longrightarrow CO+3H_{2}} } {\displaystyle \mathrm {CO+H_{2}O\longrightarrow CO_{2}+H_{2}} } Dampfreformierung mit Shiftreaktion |
| Anode          | {\displaystyle \mathrm {H_{2}+{CO_{3}}^{2-}\longrightarrow H_{2}O+CO_{2}+2\ e^{-}} } Oxidation / Elektronenabgabe                                                      |
| Kathode        | {\displaystyle \mathrm {{\frac {1}{2}}O_{2}+CO_{2}+2\ e^{-}\longrightarrow {CO_{3}}^{2-}} } Reduktion / Elektronenaufnahme                                             |
| Gesamtreaktion | {\displaystyle \mathrm {2\ H_{2}+O_{2}+2CO_{2}(K)\longrightarrow 2\ H_{2}O+2CO_{2}(A)} } Redoxreaktion / Zellreaktion                                                  |